# District Leninski (Jekaterinenburg)
District Leninski (Russisch: Ленинский район; Leninski rajon) is een bestuurlijk district in het zuidwesten van de Russische stad Jekaterinenburg. Het omvat een gedeelte van het centrum van de stad en een aantal woonwijken. Het ligt naast de stad Berjozovski.
Het district telde 152.970 inwoners bij de volkstelling van 2002 tegen 177.056 bij de volkstelling van 1989. Het district telt 6 microdistricten en 1 plaats; Sovchozny.

## Microdistricten
| Naam                          | Russisch            |
| ----------------------------- | ------------------- |
| Akademitsjeski (gedeeltelijk) | Академический       |
| Avtovokzal (gedeeltelijk)     | Автовокзал          |
| Jevropejski                   | Европейский         |
| Joego-zapad(ny)               | Юго-запад(ный)      |
| OeNTs                         | УНЦ                 |
| Tsentralny (Tsentr)           | Центральный (Центр) |

## Geschiedenis
District Leninski werd als een van de eerste van Jekaterinenburg (toen Sverdlovsk genoemd) ingesteld in 1934. In dat jaar werden ook het stedelijk elektriciteitsbedrijf, het Staatsconservatorium van de Oeral en een huis van defensie (Дом обороны; nu een filiaal van de militaire jeugdorganisatie ROSTO). Een jaar later werd de toen grootste winkel van de stad (Gastronom) geopend, de stedelijke telefooncentrale (ATS) in werking gesteld en kreeg het district een poppentheater. In 1936 kreeg het district de kunstgalerie van Sverdlovsk en werd in de machinefabriek Vorovski de eerste hydraulische boortoren van de Sovjet-Unie gebouwd. Weer een jaar later opende het geologisch museum van de Oeral haar deuren, gevolgd door een streekmuseum in 1946 en een huismuseum van Pavel Bazjov in 1969.
In de oorlogsjaren werden 28.550 mensen (waaronder 1500 vrouwen) naar het front gestuurd (van de soldaten die waren geboren tussen 1919 en 1923 keerde slechts 3% terug) en werden 32.000 vluchtelingen uit het westen opgevangen in het district. Voor de gewonden werden 11 tijdelijke ziekenhuizen opgezet in het district. Ook werden 3 evacuatiefabrieken naar het district overgeheveld, die samen met de bestaande machinefabriek voor de defensie-industrie ingezet (productie van katjoesjaraketwerpers). In 1943 werd ook de eerste trolleybuslijn in het district geopend, die het verbond met de stadsgebieden Oektoeski en Nizjne-Isetski.
In 1948, 3 jaar na het einde van de oorlog, werd het eerste stedelijke plan gemaakt voor Sverdlovsk. In 1965 kreeg het district het instituut voor nationale economie van Sverdlovsk. In 1970 werd het oblasthuis voor politiek onderwijs geopend (nu het Estradytheater). Tussen 1971 en 1975 werd een plan uitgevoerd voor een grootschalige ontwikkeling van de publieke voorzieningen. Ook werd in 1971 een begin gemaakt met het microdisctrict Akademitsjeski. Een jaar later werd in het district de eerste supermarkt (oeniversam) van de stad geopend aan de oelitsa 8 Marta (nu supermarkt Koepets) en nog een jaar later kreeg het district een historisch plein.
In 1978 werd de bioscoop Saljoet, een van de oudste van de stad, opnieuw in gebruik genomen na een renovatie. Dit theater haalde in 1998 het Guinness Book of Records toen het na 1 jaar en 7 maanden de boeken inging als het theater waar de film Titanic het langste werd gedraaid ter wereld. Een jaar later werd een circus geopend en in 1985 het theater Droezjba. In 1993 werd er een kleuterschool voor 330 kinderen en een trainingsgroep voor een industrieschool (Учетно-кредитный техникум) voor 540 studenten. In 1995 kreeg het district een trolleybuslijn, in 1998 een stadion en in 2002 een metrostation (Geologitsjeskaja).
In de jaren 90 was het district berucht vanwege het feit dat het district het hoogste aantal drugsverslaafden van de stad telde, die gezamenlijk veel overlast veroorzaakten. Sindsdien is met name door de verbetering van de economische situatie en de opkomst van de controversiële beweging Stad Zonder Drugs de overlast flink afgenomen.

## Voorzieningen
In het district bevonden zich in 2007 28 voor-schoolse instellingen, 22 gewone onderwijsinstellingen, 8 culturele onderwijsinstellingen (o.a. muziekscholen en kunstscholen voor kinderen) 9 instellingen voor speciaal middelbaar onderwijs (SSOeZ) en 6 instellingen voor hoger onderwijs (VOeZ); het staatsinstituut voor theater, de Academie van de Oeral voor Rijksambten, het Staatsconservatorium van de Oeral (M.R. Moesorgski), de Staatsuniversiteit van de Oeral voor Mijnbouw, de Staatsuniversiteit van de Oeral voor Pedagogiek en de Staatsuniversiteit van de Oeral voor Economie. Qua medische instellingen bevinden zich er onder andere 6 poliklinieken, een kinderziekenhuis en een tandheelkundig centrum.
Kirovski · Leninski · Oktjabrski · Ordzjonikidzevski · Tsjkalovski · Verch-Isetski · Zjeleznodorozjny